# Luc-Olivier Merson
Luc-Olivier Merson, född den 21 maj 1846 i Paris, död där den 13 november 1920, var en fransk målare.
Merson, som var lärjunge vid École des beaux-arts och till Pils, vann Rompriset 1869. Han utförde historietavlor med antika, bibliska och medeltida motiv, kompositioner för gobelängvävnad och under de senare åren mest väggmålningar (i Opéra Comique, Chantilly, Versailles – där han efter Davids skisser utförde Eden i Bollhuset på bollhussalens fondvägg). Han blev 1892 medlem av Institutet och var 1905–1911 professor vid École das beaux-arts.